# Roller Coaster DataBase
Roller Coaster DataBase (RCDB) ist eine US-amerikanische 1996 erstellte Website, auf der alle weltweit stationären Achterbahnen (siehe auch Kritik) aufgelistet sind. Die Seite wurde von Duane Marden ins Leben gerufen. Die Seite bietet eine umfangreiche Suchfunktion an, um Herstellerfirmen, Freizeitparks und Achterbahnen selbst zu suchen. Außerdem werden Rekordlisten mit Geschwindigkeit, Höhe, Länge, Abfahrt und Inversionen erstellt. Bei diesen kann der Besucher individuell anpassen, aus welchen Regionen der Welt oder welche Typen angezeigt werden.

## Team
Neben dem in Wisconsin, Vereinigte Staaten, lebenden Gründer, Besitzer und Webmaster Duane Marden, stehen zwei weitere Personen hinter dem Erfolg der Website. Derek Sailors aus Charlotte, USA, war am Anfang der Datenbank Hauptrechercheur und managt inzwischen die Facebookseite. Rik Engelen, wohnhaft in den Niederlanden, ist Foto-Redakteur und Datenbankverwalter sowie Facebook-Moderator.  
Weiterhin und seit Jahren für die ähnliche Grafik verantwortlich ist Jean-Marc Toussaint.

## Statistiken
Es wurden über 12.400 Achterbahnen und über 6100 Vergnügungsparks aufgelistet, sowie über 124.000 Bilder und über 13.000 verlinkte Videos.

## Sprachen
Die Website ist in zehn Sprachen verfügbar: Englisch, Französisch, Deutsch, Japanisch, Chinesisch, Italienisch, Schwedisch, Portugiesisch, Spanisch und Niederländisch. An der Übersetzung waren Andrea Civitarese, Benoît De Groote, Dr. Yulai Wang, Jean-Baptiste Pingault, Joel Hettinger, Lucas Ferraz, Matthias Mauracher, Michael Pantenburg, Rik Engelen, Tommy Jakobsson und Xing Fu beteiligt.

## Kritik
In Fankreisen wird an der Seite oft Kritik in Zusammenhang mit mobilen Achterbahn geäußert. So existieren diverse reisende Anlagen in der Datenbank (unter anderem der Olympia Looping, Höllenblitz, Black Hole oder Cobra) wenn sie ein längeres Gastspiel einer Freizeitpark-ähnlichen Einrichtungen, wie beispielsweise dem Wiener Prater, absolviert oder für eine (Teil-)Saison in einem Freizeitpark gestanden haben. Andere, vor allem in Mitteleuropa anzutreffende reisende Achterbahnen, werden so in der Roller Coaster DataBase nicht berücksichtigt und somit besitzt die Datenbank vom Grundprinzip her fehlende Einträge, auch wenn sie sich nur auf stationäre Anlagen beruft.